# Willy Vannitsen

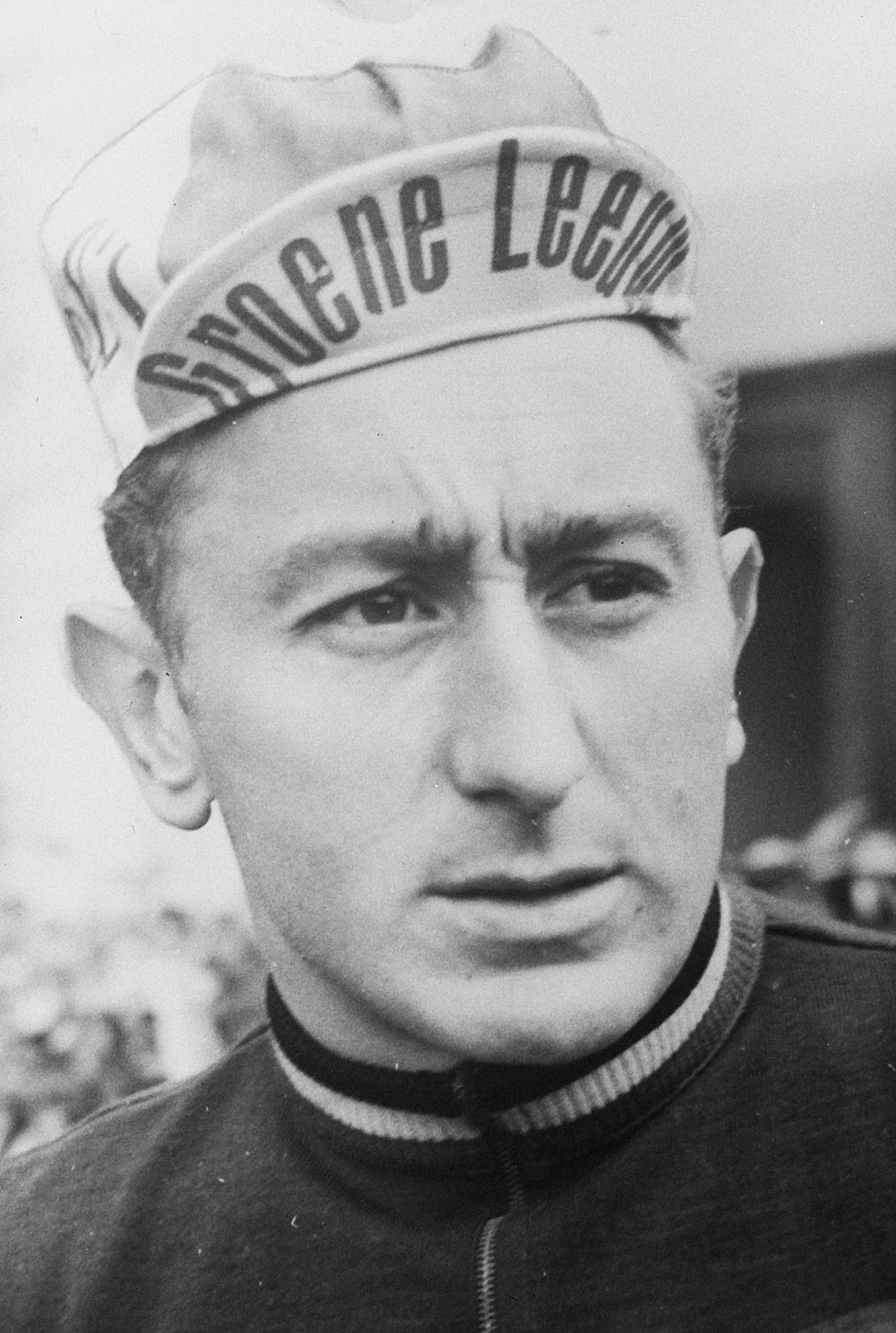
Willy Vannitsen (1962)

Willy Vannitsen (* 8. Februar 1935 in Sint-Truiden; † 19. August 2001 in Tienen) war ein belgischer Radrennfahrer.

## Sportliche Laufbahn
Vannitsen war bereits als Jugendfahrer erfolgreich, 1951 gewann er die belgische Meisterschaft in dieser Altersklasse. Als Amateur gewann er u. a. zwei Etappen der Belgien-Rundfahrt und wurde 1953 Vize-Meister im Sprint hinter Jos De Bakker.
1954 wurde er Berufsfahrer im Radsportteam Peugeot-Dunlop. Er gewann in seinem ersten Jahr als Profi vier Etappen der Belgien-Rundfahrt sowie einige weitere Rennen. Vannitsen war ein endschneller Fahrer, der viele Rennen im Sprint gewann. Neben weiteren Etappensiegen in der Belgien-Rundfahrt konnte er vor allem zwei Etappen der Tour de France (1962) gewinnen. Weitere Siege bei bedeutenden Rennen gelangen ihm u. a. bei Paris–Nizza (Etappensiege 1964 und 1965), dem Großen Preis der Dortmunder Union-Brauerei (1963), dem Schelde-Preis 1965. Auch Tageserfolge bei der Luxemburg-Rundfahrt und der Holland-Rundfahrt zählen zu seinen Erfolgen. Dreimal gewann er den Omloop van de Fruitstreek.
Er fuhr die Tour de France viermal, sein bestes Ergebnis im Gesamtklassement war der 70. Platz 1962 (ansonsten schied er aus). Beim Giro d’Italia war er dreimal am Start, schied aber jedes Mal aus, gewann jedoch 1958 die 1. Etappe. 1961 gewann er das Sechstagerennen von Antwerpen.
1966 wurde er von einem belgischen Gericht wegen des Besitzes aufputschender Mittel verurteilt.